# Brassói Petőfi Sándor Irodalmi Kör
A Brassói Petőfi Sándor Irodalmi Kör 1947-ben alakult s egyéves működése alatt irodalmi vitákat és műsoros estéket rendezett.
Tagjai közé tartozott Balla Ilona, Dániel Viktor, Fábiánné Beer Ilona, Halász Gyula, Kővári Jakab, Nikodémusz Károly, Sipos Bella, Szabó Sámuel, Szemlér Ferenc.